# Harvey Korman
Harvey Herschel Korman (Chicago, Illinois, 15 de febrero de 1927 - Los Ángeles, California, 29 de mayo de 2008) fue un actor cómico cinematográfico y televisivo estadounidense, cuya carrera se inició en 1960. Su gran oportunidad llegó como intérprete de The Danny Kaye Show, aunque es sobre todo recordado por sus actuaciones en los números de la serie humorística televisiva The Carol Burnett Show, así como en varias películas de Mel Brooks, entre ellas Blazing Saddles, en la que encarnaba a Hedley Lamarr.

## Carrera
Su nombre completo era Harvey Herschel Korman y nació en Chicago, Illinois.
Entre sus primeros trabajos para la televisión figura su doblaje del personaje Gran Gazú en la temporada 1965-1966 de la serie de animación Los Picapiedra. Intervino en numerosos programas televisivos, entre ellos The Eleventh Hour, serie de la NBC para la cual encarnó a Blake en el episodio de 1964 "Who Chopped Down the Cherry Tree?". También actuó frecuentemente en The Danny Kaye Show entre 1963 y 1967. En los años 1964 a 1966 actuó en tres ocasiones en la comedia de la CBS The Munsters, show protagonizado por Fred Gwynne y Yvonne De Carlo. Además, protagonizó la serie de corta trayectoria de Mel Brooks The Nutt House. 
En sus últimos años trabajó como actor de voz para Los Picapiedra, así como para el film de animación The Secret of NIMH 2: Timmy to the Rescue. En su última película con Mel Brooks, Dracula: Dead and Loving It (1995), interpretó al excéntrico Dr. Seward.

### The Carol Burnett Show
Fue su trabajo en The Carol Burnett Show el que dio la mayor fama a Korman. Korman fue nominado a seis Emmy por sus actuaciones en el show, ganando cuatro de ellos - en 1969, 1971, 1972 y 1974. Recibió, asimismo, cuatro nominaciones a los Globos de Oro por dichas actuaciones, ganando el premio en 1975. En años posteriores se reunió con su compañero de reparto en la serie, Tim Conway, y viajó por el país retomando varios números del show, así como interpretando nuevo material..

## Vida personal
Korman, que tenía ascendencia rusa y judía, había nacido en Chicago, Illinois, siendo sus padres Ellen Blecher y Cyril Raymond Korman, un vendedor. Durante la Segunda Guerra Mundial sirvió en la Armada de los Estados Unidos y, tras su licenciamiento, estudió en la Goodman School of Drama. Formó parte de los programas teatrales de verano Peninsula Players en las temporadas de 1950, 1957 y 1958.
Korman estuvo casado con Donna Ehlert entre 1960 y 1977. El matrimonio tuvo dos hijos, Maria y Chris. Posteriormente, en 1982, se casó con Deborah Fritz, permaneciendo juntos hasta el fallecimiento del actor. Tuvieron dos hijas, Kate y Laura.
Harvey Korman falleció en 2008 en el Ronald Reagan UCLA Medical Center de Los Ángeles, California, como resultado de las complicaciones aparecidas tras la rotura de un aneurisma de aorta abdominal que había sufrido cuatro meses antes. Fue enterrado en el Cementerio Woodlawn Memorial de Santa Mónica (California).

## Selección de otros trabajos televisivos
- Glynis, con Glynis Johns (1963) – Artista invitado
- The John Forsythe Show (1965) -- en el episodio  "Duty and the Beast"
- Los Picapiedra (1965–1966) — El marciano Gazú (voz)
- F Troop (1966) — Coronel Heindreich von Zeppel en "Bye, Bye, Balloon"
- The Harvey Korman Show (1978)
- The Tim Conway Show (1980) — Regular
- Mama's Family (1983–1984) (spin-off de los números The Family pertenecientes a The Carol Burnett Show) — Alistair Quince/Anfitrión; Ed Higgins/Marido de Eunice
- Leo And Liz In Beverly Hills (1986) — Leo Green
- Nutt House (1989) — Reginald Tarkington
- The Muppet Show, Primera temporada – Como él mismo
- ¡Oye, Arnold!, (1996) - Don Reynolds[9]

## Filmografía
- The Man Called Flintstone (1966) - Comandante Boulder
- Lord Love a Duck (1966) - Weldon Emmett
- Blazing Saddles (1974) — Hedley Lamarr
- Huckleberry Finn (1974) — El Rey de Francia
- La Pantera Rosa ataca de nuevo (1976) (escena eliminada) Profesor Balls
- High Anxiety (Máxima ansiedad) (1977) — Dr. Charles Montague
- Star Wars Holiday Special (1978) — Chef Gormaanda, Krelman, e Instructor de Video
- Americathon (1979) — Monty Rushmore
- Herbie Goes Bananas (Herbie torero) (1980) — Capitán Blythe
- First Family (1980) — Spender, embajador de la ONU
- La loca historia del mundo (1981) — Conde de Monet
- Tras la pista de la Pantera Rosa (1982) — Profesor Balls
- La maldición de la Pantera Rosa (1983) - Profesor Balls
- The Longshot (1986)
- Munchies (1987) — Cecil Watterman, Simon Watterman
- Radioland Murders (1994)
- Los Picapiedra (1994) — Dictapluma (voz)
- Dracula: Dead and Loving It (Drácula: un muerto muy contento y feliz) (1995) — Dr. Jack Seward
- The Flintstones in Viva Rock Vegas (2000) - Coronel Slaghoople
- Together Again: Conway & Korman (2006) (DVD) — en varios números